# Lasse Bagge
Lasse Bagge, Erik Lars Otto Bagge, född 7 maj 1935 i Stockholm, död 19 januari 2000 i Stockholm, var en svensk kompositör, textförfattare, arrangör och musiker (pianist, fagottist). 
Efter studentexamen 1955 studerade han på Kungliga Musikhögskolan i Stockholm. 1962 grundade han sånggruppen Gals and Pals som verkade fram till 1967. Mellan 1972 och 1982 drev han sånggruppen EBBA och återbildade sedan Gals and Pals andra generationen 1982. Alla grupperna har bland annat spelat revy med AB Svenska Ord och Knäppupp.
Han var gift med Kerstin Bagge och är begravd på Sandsborgskyrkogården i Stockholm.

## Priser och utmärkelser
- 1985 – Jan Johansson-stipendiet

## Teater

### Roller (urval)
- 1969 – Herman Hjärpe i Spader, Madame! eller Lugubert sa Schubert av Hans Alfredson och Tage Danielsson (även regi), Oscarsteatern[2]